# 中国驻马耳他大使馆
中华人民共和国驻马耳他共和国大使馆（英語：Embassy of the People's Republic of China in the Republic of Malta），简称中国驻马耳他大使馆，是中华人民共和国驻马耳他的外交代表机构。

## 机构设置
中国驻马耳他大使馆设置下列机构：
- 领侨处
- 经商处
- 办公室